# Ada Masotti
Ada Masotti (Bologna, 1915 – Bologna, 9 febbraio 1992) è stata una stilista e imprenditrice italiana soprannominata "forbici d'oro" per la sua bravura nel taglio e nella sartoria. Nel 1954 ha fondato l'azienda di biancheria intima di lusso La Perla.

## Biografia
Ada Masotti nasce nel 1915 a Bologna e grazie alla mamma sarta, giocando quotidianamente con ritagli di stoffe e rocchetti, conosce fin da bambina i rudimenti del cucito. Da ragazzina frequenta la Scuola artigianale di corsetteria femminile a Bologna e a 14 anni inizia in casa l'attività di sarta specializzata nella realizzazione di corsetti. All'Aemilia Ars impara a lavorare la seta, a ricamare e a tagliare pizzi; avvia così una piccola impresa artigianale e casalinga per confezionare busti di ricercata fattura, destinati a concittadine danarose.
Nel 1954 fonda uno dei più importanti marchi dell'intimo di lusso italiano: La Perla, nome che trae ispirazione dalle scatole foderate in velluto rosso nelle quali Masotti esibiva le sue creazioni come gioielli. Gli inizi sono difficili, sia per i pochi mezzi a disposizione (una sola macchina da cucire), sia perché il necessario piglio imprenditoriale le è del tutto estraneo.  
Ben presto però i suoi capi di lingerie conquistano prima le bolognesi, poi le italiane, per poi arrivare dopo pochi anni al mercato internazionale, e Ada a poco a poco diventa un'imprenditrice attenta alle richieste del mercato. 
Sperimenta nuove fibre elastiche che le consentono di proporre capi più aderenti al corpo, valorizzato senza costrizioni. Grazie a tale rinnovamento La Perla attraversa indenne il sessantotto proponendo alle giovani donne, che bruciano in piazza i reggiseni e sdegnano trine e merletti, capi pratici e semplici, colorati e spiritosi, senza però dimenticare eleganza e qualità. Ada mantiene comunque la produzione della linea classica per la clientela tradizionale e pone le basi per nuovi cambiamenti: ingrandisce l'azienda, spostandola in una nuova sede, e differenzia la produzione per accedere a nuovi mercati. La varietà delle proposte vanno dal body al reggiseno a balconcino, al perizoma e slip ridotti, a calze autoreggenti e sottogiacca scollati, culotte e costumi da bagno. E La Perla si afferma nel panorama italiano e internazionale anche per l'abbigliamento da mare.
Nel 1981 la guida dell'azienda passa al figlio Alberto Masotti.  Nel 1995 la direzione della comunicazione del marchio verrà affidato alla nipote Anna Masotti, che sarà anche la brand ambassador negli anni a seguire. Nel 2004 Anna, con suo padre Alberto, ritirerà il premio La Kore - Oscar della moda a Taormina.  
Dopo 38 anni di lavoro, Ada Masotti muore improvvisamente a 77 anni per arresto cardiaco nel febbraio del 1992